# 紫凝
祝思凝（1979年12月22日—），主持名紫凝，中国中央电视台主持人，毕业于中国传媒大学。

## 生平
2001年年初，紫凝开始到中国中央电视台实习，3月份，紫凝正式主持《整点新闻》节目。2003年，紫凝主持《天气·资讯》、《约会新7天》。现在主持《晚间新闻》、《新闻直播间》、《午夜新闻》。

## 节目
- 《整点新闻》
- 《天气·资讯》
- 《约会新7天》
- 《晚间新闻》
- 《新闻直播间》
- 《午夜新闻》

## 直播事故
2016年12月10日下午一時，她在 CCTV-13 新聞頻道播出的《新聞直播間》中，趁螢幕播放新聞片段期間竟然低頭玩手機，直到被工作人員提醒，才收起手機繼續報新聞，整個畫面在節目中被全程播出。從當天的畫面可以看到，當時正在播放一則新聞，鏡頭一轉，切換到女主播。不料，紫凝此時正在低頭玩手機，畫面被直播了出去，持續約3秒，在工作人提醒下，尷尬的紫凝才收起手機，繼續報道新聞。此事，引起網友的熱議，對社會帶來不良影響。